# Jeremy Pargo
Jeremy Raymon Pargo (ur. 17 marca 1986 w Chicago) – amerykański koszykarz, występujący na pozycji rozgrywającego, obecnie zawodnik Maccabi Riszon le-Cijjon.
Jego starszy brat Jannero ma za sobą występy w barwach Los Angeles Lakers, Toronto Raptors, Chicago Bulls, New Orleans / Oklahoma City Hornets, Atlancie Hawks, Washington Wizards oraz Charlotte Bobcats / Hornets.
28 marca 2018 został zawodnikiem libańskiego Champville SC. 25 kwietnia dołączył do Maccabi Tel Awiw. 11 lipca podpisał w klubem umowę na kolejny sezon.
8 lutego 2020 zawarł 10-dniową umowę z Golden State Warriors. Po wygaśnięciu umowy powrócił do składu Santa Cruz Warriors.
15 lutego 2021 podpisał kontrakt z izraelskim Maccabi Riszon le-Cijjon.

## Osiągnięcia
Stan na 16 lutego 2021, na podstawie, o ile nie zaznaczono inaczej.
NCAA
- Uczestnik:
  - rozgrywek:
    - Sweet 16 turnieju NCAA (2006, 2009)
    - turnieju NCAA (2006–2009)

  - konkursu wsadów NCAA (2009)[10]
- Mistrz:
  - turnieju konferencji West Coast (WCC – 2006, 2007, 2009)
  - sezonu zasadniczego West Coast (2006–2009)
- Zawodnik roku konferencji West Coast (2008)[11]
- MVP turnieju Orlando Classic (2009)
- Zaliczony do: 
  - I składu:
    - All-WCC (2007, 2008)
    - turnieju:
      - WCC (2008, 2009)

    - Orlando Classic (2009)

  - składu All-WCC Honorable Mention (2009)
- Lider konferencji West Coast w:
  - asystach (2008, 2009)
  - skuteczności rzutów za 2 punkty (2008)

Drużynowe
- Mistrz:
  - ligi VTB (2014)
  - Izraela (2010, 2011, 2018, 2019)
- Wicemistrz:
  - turnieju FIBA Intercontinental Cup (2014)
  - Euroligi (2011)
- 4. miejsce w Eurolidze (2014)
- Zdobywca:
  - Pucharu Izraela (2011, 2015)
  - Pucharu Ligi Izraelskiej (2011)
- Finalista Pucharu Ligi Izraelskiej (2015)

Indywidualne
- MVP:
  - superpucharu Ligi Izraelskiej (2010)
  - ćwierćfinałów ligi izraelskiej (2018)
  - miesiąca Euroligi (marzec 2011)
  - kolejki ligi izraelskiej (32 – 2017/2018)
- Zaliczony do:
  - I składu ligi izraelskiej (2011)
  - II składu Euroligi (2011)
- Zwycięzca konkursu wsadów podczas meczu gwiazd ligi izraelskiej (2011 wspólnie z Adrianem Banksem)
- Lider w asystach:
  - G-League (2018)
  - ligi izraelskiej (2015)
  - chińskiej ligi CBA (2016)